# Егинди
Егинди (каз. Егінді) — село в Улытауском районе Улытауской области Казахстана. Административный центр и единственный населённый пункт Егиндинского сельского округа. Код КАТО — 356039100.

## Население
В 1999 году население села составляло 627 человек (319 мужчин и 308 женщин). По данным переписи 2009 года, в селе проживало 309 человек (177 мужчин и 132 женщины).

## Известные жители и уроженцы
- Маканов, Дюсембай (1909—2008) — Герой Социалистического Труда.